# Mistrzostwa Europy w Piłce Nożnej 2000 (eliminacje)/Grupa 8
W Grupie 8 eliminacji do Euro 2000 o awans walczyło 5 zespołów:
- Jugosławia
- Chorwacja
- Irlandia
- Macedonia
- Malta

Zespoły rozegrały mecze w systemie każdy z każdym u siebie i na wyjeździe. Zwycięzca grupy awansował na Euro 2000, a druga drużyna zagrała w barażach.

## Tabela
| Lp. | Drużyna    | M | Mecze | Mecze | Mecze | Bramki | Bramki | Bramki | Pkt |
| Lp. | Drużyna    | M | W     | R     | P     | +      | −      | +/−    | Pkt |
| --- | ---------- | - | ----- | ----- | ----- | ------ | ------ | ------ | --- |
| 1.  | Jugosławia | 8 | 5     | 2     | 1     | 18     | 8      | +10    | 17  |
| 2.  | Irlandia   | 8 | 5     | 1     | 2     | 14     | 6      | +8     | 16  |
| 3.  | Chorwacja  | 8 | 4     | 3     | 1     | 13     | 9      | +4     | 15  |
| 4.  | Macedonia  | 8 | 2     | 2     | 4     | 13     | 14     | −1     | 8   |
| 5.  | Malta      | 8 | 0     | 0     | 8     | 6      | 27     | −21    | 0   |

|                    |     | Irlandia | Chorwacja | Macedonia Północna | Malta |
| ------------------ | --- | -------- | --------- | ------------------ | ----- |
| Jugosławia         | X   | 1:0      | 0:0       | 3:1                | 4:1   |
| Irlandia           | 2:1 | X        | 2:0       | 1:0                | 5:0   |
| Chorwacja          | 2:2 | 1:0      | X         | 3:2                | 2:1   |
| Macedonia Północna | 2:4 | 1:1      | 1:1       | X                  | 4:0   |
| Malta              | 0:3 | 2:3      | 1:4       | 1:2                | X     |

## Wyniki
Wszystkie godziny podane na czas środkowoeuropejski
| 5 września 1998 16:00 | Irlandia · Irwin 4' (k.) · Keane 15' | 2:0(2:0)Raport | Chorwacja | Lansdowne Road, Dublin Widzów: 34 000 Sędzia: Vítor Melo Pereira |
|                       |                                      |                |           |                                                                  |

| 6 września 1998 20:00 | Macedonia · Bożinow 20', 47' · Šakiri 70', 76' | 4:0(1:0)Raport | Malta | Nacionałna Arena „Toše Proeski”, Skopje Widzów: 5 000 Sędzia: Jan Wegereef |
|                       |                                                |                |       |                                                                            |

| 10 października 1998 18:00 | Malta · Suda 28' (k.) | 1:4(1:0)Raport | Chorwacja · 54' Šimić · 67', 74' Vugrinec · 82' Šuker | Ta’ Qali Stadium, Ta’ Qali Widzów: 5 170 Sędzia: Bohdan Benedik |
|                            |                       |                |                                                       |                                                                 |

| 14 października 1998 19:15 | Chorwacja · Šuker 16' · Boban 45', 70' | 3:2(2:1)Raport | Macedonia · 2' Ḱiriḱ · 55' Szainowski | Stadion Maksimir, Zagrzeb Widzów: 8 541 Sędzia: Nikołaj Lewnikow |
|                            |                                        |                |                                       |                                                                  |

| 14 października 1998 19:30 | Irlandia · Keane 17', 19' · Keane 54' · Quinn 62' · Breen 82' | 5:0(2:0)Raport | Malta | Lansdowne Road, Dublin Widzów: 34 500 Sędzia: Roy Helge Olsen |
|                            |                                                               |                |       |                                                               |

| 18 listopada 1998 20:00 | Malta · Sixsmith 69' | 1:2(0:0)Raport | Macedonia · 49' Nikołowski · 63' Zahariewski | Ta’ Qali Stadium, Ta’ Qali Widzów: 4 671 Sędzia: Siarhej Szmolik |
|                         |                      |                |                                              |                                                                  |

| 18 listopada 1998 20:00 | Jugosławia · Mijatović 64' | 1:0(0:0)Raport | Irlandia | Stadion Rajko Miticia, Belgrad Widzów: 28 250 Sędzia: Karl Nilsson |
|                         |                            |                |          |                                                                    |

| 10 lutego 1999 15:00 | Malta | 0:3(0:1)Raport | Jugosławia · 22', 55' Nađ · 90' Milošević | Ta’ Qali Stadium, Ta’ Qali Widzów: 5 167 Sędzia: Pascal Garibian |
|                      |       |                |                                           |                                                                  |

| 5 czerwca 1999 18:00 | Macedonia · Bożinow 81' | 1:1(0:1)Raport | Chorwacja · 19' Šuker | Nacionałna Arena „Toše Proeski”, Skopje Widzów: 5 000 Sędzia: Hugh Dallas |
|                      |                         |                |                       |                                                                           |

| 8 czerwca 1999 20:15 | Jugosławia · Mijatović 34' · Milošević 48', 90' · Kovačević 74' | 4:1(0:0)Raport | Malta · 6' Saliba | Stadion Tumba, Saloniki Widzów: 2 000 Sędzia: Morgan Norman |
|                      |                                                                 |                |                   |                                                             |

| 8 czerwca 1999 20:30 | Irlandia · Quinn 60' | 1:0(0:0)Raport | Macedonia | Aviva Stadium, Dublin Widzów: 28 108 Sędzia: Urs Meier |
|                      |                      |                |           |                                                        |

| 18 sierpnia 1999 20:30 | Jugosławia | 0:0(0:0)Raport | Chorwacja | Stadion Rajko Miticia, Belgrad Widzów: 48 282 Sędzia: Kim Milton Nielsen |
|                        |            |                |           |                                                                          |

| 21 sierpnia 1999 20:30 | Chorwacja · Stanić 34' · Soldo 55' | 2:1(1:0)Raport | Malta · 60' Carabott | Stadion Maksimir, Zagrzeb Widzów: 20 000 Sędzia: Atanas Uzunow |
|                        |                                    |                |                      |                                                                |

| 1 września 1999 20:30 | Irlandia · Keane 54' · Kennedy 69' | 2:1(0:0)Raport | Jugosławia · 60' Stanković | Lansdowne Road, Dublin Widzów: 31 400 Sędzia: Pierluigi Collina |
|                       |                                    |                |                            |                                                                 |

| 4 września 1999 20:30 | Chorwacja · Šuker 90+3' | 1:0(0:0)Raport | Irlandia | Stadion Maksimir, Zagrzeb Widzów: 30 000 Sędzia: Manuel Díaz Vega |
|                       |                         |                |          |                                                                   |

| 5 września 1999 20:15 | Jugosławia · Stojković 35', 54' · Savićević 77' | 3:1(1:0)Raport | Macedonia · 64' Ḱiriḱ | Stadion Partizana, Belgrad Widzów: 22 000 Sędzia: Anders Frisk |
|                       |                                                 |                |                       |                                                                |

| 8 września 1999 16:30 | Macedonia · Šakiri 60' · Ḱiriḱ 90' | 2:4(0:4)Raport | Jugosławia · 1' Milošević · 4' Babunski · 16' Stanković · 39' Drulović | Nacionałna Arena „Toše Proeski”, Skopje Widzów: 18 000 Sędzia: Ľuboš Micheľ |
|                       |                                    |                |                                                                        |                                                                             |

| 8 września 1999 18:30 | Malta · Said 61' · Carabott 68' (k.) | 2:3(0:2)Raport | Irlandia · 13' Keane · 20' Breen · 72' Staunton | Ta’ Qali Stadium, Ta’ Qali Widzów: 8 112 Sędzia: Sorin Corpodean |
|                       |                                      |                |                                                 |                                                                  |

| 9 października 1999 19:30 | Chorwacja · Bokšić 20' · Stanić 47' | 2:2(1:2)Raport | Jugosławia · 26' Mijatović · 31' Stanković | Stadion Maksimir, Zagrzeb Widzów: 38 743 Sędzia: José María García-Aranda |
|                           |                                     |                |                                            |                                                                           |

| 9 października 1999 19:30 | Macedonia · Stawrewski 90' | 1:1(0:1)Raport | Irlandia · 18' Quinn | Nacionałna Arena „Toše Proeski”, Skopje Widzów: 4 500 Sędzia: Juan Antonio Fernández Marín |
|                           |                            |                |                      |                                                                                            |